# Rajawali Citra Televisi Indonesia
Rajawali Citra Televisi Indonesia (RCTI) ist ein indonesischer Fernsehsender, der zur Media Nusantara Citra gehört.

## Geschichte
Rajawali Citra Televisi Indonesia (RCTI) ist Indonesiens erster privater Fernsehsender. Es wurde ursprünglich als Joint Venture von Bimantara Citra (69,82 %) und Rajawali Wirabhakti Utama (30,18 %) gegründet. RCTI begann am 13. August 1988 zu senden. Zu diesem Zeitpunkt konnten RCTI-Sendungen nur von Abonnenten empfangen werden, die einen Decoder hatten und jeden Monat Gebühren entrichteten. Die Regierung erlaubte RCTI ab 1990 frei im Inland zu senden. Seit Oktober 2003 gehört RCTI zu Media Nusantara Citra, einer Gruppe von Medienunternehmen, die ebenfalls Eigentümer von GTV und MNCTV ist.